# Antarctophthirus microchir
Antarctophthirus microchir är en insektsart som först beskrevs av Édouard Louis Trouessart och Neumann 1888.  Antarctophthirus microchir ingår i släktet Antarctophthirus och familjen sällöss. Inga underarter finns listade i Catalogue of Life.